# Вандализм
Вандали́зм — одна из форм деструктивного (разрушительного) девиантного поведения человека, в ходе которого уничтожаются или оскверняются предметы искусства, культуры. «Ларусс» обращает внимание на то, что «Вандализм — состояние духа, заставляющее разрушать красивые вещи, в частности, произведения искусства».
 Английские источники обращают внимание на правовой аспект вандализма: «Вандализм — преднамеренное разрушение или повреждение частной либо общественной собственности».

## Значения термина

### Вандализм — исторически сложившееся значение
Историческое толкование слова «вандализм» — дикий, беспощадный грабёж, варварство. Данное значение связано с историей возникновения этого термина, которое восходит к восточногерманскому племени вандалов, разграбивших Рим в июне 455 года. Тогда захватчики забрали из Рима большое количество драгоценностей и произведений искусства, а также увезли тысячи пленников с целью получения выкупа. В хрониках отсутствуют упоминания о каких-то особенных бедствиях вечного города, но римскому папе Льву I современники ставили в заслугу спасение жителей города от полного уничтожения.
Хотя вандалы скорее грабили город и вывозили ценности, чем уничтожали их, за ними закрепилась слава диких и бескультурных «варваров». Что, возможно, связано с жестоким преследованием католического духовенства и разрушением католических церквей в вандальском королевстве в северной Африке.
Появление термина вандализм относится ко времени Великой Французской революции — впервые термин в современном значении использован членом Национального конвента аббатом Анри Грегуаром в 1794 году, когда он выступил с «Докладом о разрушениях, творимых вандализмом, и средствах их предотвращения», призывая самым суровым образом пресекать уничтожение памятников искусства, причём Грегуар имел в виду прежде всего действия армии молодой Французской республики.
В 1846 г. появилась книга графа де Монталамбера, в которой автор осуждал разрушение католических церквей.
В XIX веке слово вандализм прочно вошло в употребление как обозначение бессмысленного разрушения или порчи произведений искусства, памятников архитектуры, культуры и т. д.

### Вандализм — значение в искусстве, культуре и религии
Значение термина вандализм в культурной среде (среди людей, преданных искусству, культуре, просвещению) и в среде религиозных деятелей — широкое понятие, которое охватывает не только случаи прямого уничтожения культурных ценностей, но и случаи косвенного уничтожения культурных ценностей, случаи уничтожения духовных ценностей и ориентиров, извращение какого-либо истинного смысла, включая случай безучастия к явным недостаткам в просвещении, искусстве, культуре, включая отсутствие всякого вкуса, включая случай поддержки кем-либо аморальных и иных негативных экспериментов (новаций) в искусстве, культуре и т. д.

### Вандализм (порча архитектурных памятников)
Вандализм (порча архитектурных памятников) — сознательное или неосознанное уничтожение культурных ценностей. Вандализм не является бессмысленным, однородным действием, а является выражением протеста и исходит из определённых мотивов и намерений.
Вандализм (порча архитектурных памятников) может быть официальным (то есть поддерживаться властями), то есть будет стремиться к тотальному уничтожению неудобных символов и объектов и использованию легальных и системных процедур, регулирующих их отбор способы расправы и применение их сырья после уничтожения. Неофициальным, инициированным «из низов» то есть самими представителями общества. Проявляется как фрагментарные, неорганизованные, брутальные выпады при ослаблении социального контроля или в труднодоступных для него местах. Уничтожающим (во время войн), реставрационным (когда реставраторы по некомпетентности или специально уничтожают одни культурные пласты здания или археологической местности, чтобы выявить другие), религиозным и антирелигиозным, сентиментальным (когда уничтожаются объекты, потому что вызывают отрицательные эмоции) и утилитарным (когда территория очищается для нового строительства), дружественным (когда преследуется цель спасения людей из плена или вражеской оккупации уничтожаются дома или города) и враждебным.
Историк искусства, автор «Истории вандализма» (1959) Луи Рео отмечал, что неуважительным термином «вандализм» называют не только непосредственную деструкцию памятников, имеющих художественную ценность или вызывающих облагораживающие их исторические воспоминания, но и изменение их окружения (информационный вандализм), их перенос (эльгинизм — от имени лорда Элгина, который, будучи британским послом в Константинополе во время наполеоновских войн, после переговоров с турецким правительством вывез в Англию множество произведений античного искусства), переделку (реставрационный вандализм). Кроме того, вандализмом можно считать уничтожение не только рукотворных произведений, но и природных местностей.

### Различия терминов вандализм и иконоборчество
В большинстве европейских языков существует два термина, определяющих уничтожение культурных ценностей.
Термин иконоборчество исторически употреблялся, когда речь шла о Византии и Реформации. Имел смысл не только отрицания идолопоклонства, но и рассматривался как критика искусства, предназначенного для роскоши и возвеличения политических и экономических сил за счёт бедных. Данный термин относят к объектам религиозного характера, и он больше подходит к произведениям живописи и скульптуры. Ценностно воспринимается нейтрально.
Термин «вандализм» относят ко времени Великой Французской революции и модернизма. Принято считать, что данный термин связан с объектами светского характера и произведениями искусства вообще (потому что вандалы уничтожали не только артефакты, здания, но и целые города). Ценностно выражает негатив, связь со слепотой, необразованностью и глупость.
Однако следует обращать внимание на мотивацию и аргументацию агрессоров. Потому что те же религиозные объекты могут быть уничтожены не вследствие угрозы идолопоклонства, а, к примеру, по политическим или иным причинам: как символы ненавистной власти, как объекты для грабежа.

### Вандализм как преступление

#### В России
Под термином вандализм в статье 214 УК РФ обозначается вид преступления, выражающийся в «осквернении зданий или иных сооружений, порче имущества на общественном транспорте или в иных общественных местах». Лиц, совершающих подобные деяния, вина которых доказана, называют «преступниками» и вандалами.
Часть 2 указанной статьи предусматривает, что вандализм, совершённый группой лиц, а равно по мотивам политической, идеологической, расовой ненависти (к примеру, расизм, шовинизм, фашизм), национальной ненависти и/или вражды (ксенофобия, русофобия) или религиозной ненависти и/или вражды (исламофобия, религиозная нетерпимость), либо по мотивам ненависти или вражды в отношении какой-либо социальной группы (сексизм), подлежат более строгому наказанию (до трёх лет лишения свободы).
Признаками вандализма (как преступления) являются иррациональность действий, а также серьёзный ущерб от этих действий.
На бытовом уровне понятие вандализма стало распространяться на повседневные проявления хулиганства, связанные с порчей чужой или общественной собственности.
Российское уголовное законодательство причисляет вандализм к преступлениям против нравственности и отличает его от хулиганства (Статья 213), организации массовых беспорядков (Статья 212) и от других видов преступлений.
Кроме статьи «Вандализм» Уголовный кодекс РФ содержит ещё несколько статей, связанных с уничтожением или порчей материальных и культурных ценностей и имущества, а именно:
- «хулиганство»,
- «надругательство над могилой»,
- «умышленное уничтожение, разрушение или повреждение памятников истории и культуры»,
- «умышленное уничтожение или повреждение имущества».

### Примеры вандализма (порча архитектурных памятников)
Фашистский вандализм — умышленное, систематическое, не вызванное никакой военной необходимостью, разрушение дворцово-парковых ансамблей пригородов Ленинграда в период немецкой оккупации (1941—1944 гг.) во время Великой Отечественной войны (в том числе Петергофа, Пушкина, Павловска, Гатчины, Ропши).
Вандализм на почве исламского религиозного фанатизма, например:
- разрушение силами террористического движения Талибан гигантских древних статуй Будды в Афганистане в 2001 г. и экспонатов Национального музея в Кабуле.
- уничтожение боевиками террористического движения «Исламское государство Ирака и Леванта» археологических памятников древних городов Нимруд, Хатра, а также памятников шумерского, ассирийского и вавилонского искусства, хранившихся в музее города Мосул.

Иной пример: «Чрезмерный или безответственный туризм подвергает культурные ценности угрозе разрушения. Развалины караван-сарая Даяхатын (11-12 века), северо-восточный Туркменистан».

### Различные формы (подвиды) вандализма
- Граффити, в той части, которая имеет аморальное, антиобщественное и т. п. содержание.
- Теггинг (вид граффити) (в части с аналогичным содержанием).
- Бомбинг (вид граффити) (в части с аналогичным содержанием).
- Сожжение книг.
- Осквернение могил.
- Порча памятников культуры.
- Порча картин.
- Сжигание церквей.

## Учёные о вандализме
А. Голдштейн, исследуя вандализм, выявил современную тенденцию по поджогам (в части, определяемой как вандализм) — в 1965 г. на 12 арестованных поджигателей-мужчин приходилась 1 женщина, а в 1993 г. это соотношение было уже 6 к 1.
Определение вандализма по Уайзу. включает и экологические преступления.
Учёные (Stoep G., Gramann J.) применяют понятие «разрушающее поведение», (depreciative behavior) не разделяя намеренные и ненамеренные разрушения.
В. Оллен и Д. Гринбергер сделали собственный оригинальный вывод: «Вандализм — разрушительное поведение, попытка личности восстановить нарушенное ощущение контроля над ситуацией и средой».
Мотивационная типология вандализма С.Коэна:
- Вандализм как способ приобретения.
- Тактический вандализм.
- Идеологический вандализм.
- Вандализм как мщение.
- Вандализм как игра.
- Злобный вандализм.

Классификация мотивов вандализма Д.Кантера:
- Гнев.
- Скука.
- Исследование.
- Эстетическое переживание.
- Экзистенциальное исследование.